# Euroscaptor klossi
Euroscaptor klossi es una especie de mamífero eulipotiflano de la familia Talpidae.

## Distribución geográfica
Se encuentra Laos, Malasia y Tailandia.